# Encre invisible

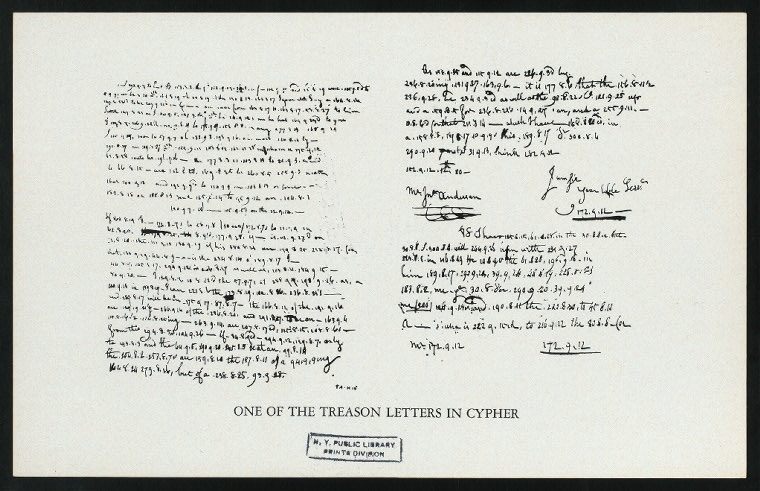
Reproduction de l'une des communications codées de Benedict Arnold avec les Britanniques alors qu'il négociait ce qui allait finalement devenir une tentative ratée de reddition du fort de West Point en 1780. Des lignes de texte écrites par son épouse, Peggy Shippen Arnold, sont entrecoupées de lignes codées rédigées par Arnold (écrites à l’origine à l’encre invisible)

«  Encre sympathique » redirige ici. Pour le roman de Patrick Modiano, voir Encre sympathique (roman).
L'encre invisible, ou encre sympathique, est une substance utilisée pour l'écriture qui est invisible (ou le devient rapidement) et qui peut être rendue ultérieurement visible par certains moyens d'action. L'usage de l'encre invisible est un procédé de stéganographie et est avéré dans l'espionnage. D'autres usages concernent les billets de banque, le tatouage de biens, certains jeux d'enfants, et la lutte contre la censure.
Les encres invisibles sont de deux types selon la méthode utilisée pour les révéler : soit une source de chaleur, soit un révélateur chimique. Dans la première catégorie, un exemple célèbre est l'écriture au jus de citron : le message se révèle en roussissant le papier à la flamme.

## Histoire
Différentes recettes d'encres invisibles fleurissent au XVIe siècle dans la « littérature des secrets », à côté d'autres recettes touchant à la métallurgie, la teinture, l'alchimie, les plantes, la magie ou la cosmétologie. On pouvait par exemple écrire une lettre avec une solution d'alun (révélation en plongeant la lettre dans l'eau, le texte passant alors du blanc au noir) ou du lait de figuier (révélation en frottant la lettre avec de la poudre). Le nom d'« encre sympathique » naît à cette époque, de nombreuses encres étant alors constituées de plusieurs substances dont on pensait qu'elles concouraient au résultat par sympathie.
Le cobalt entre en scène en 1705 avec la préparation, par l'alchimiste allemande DFW (peut-être Dorothea Juliana Walchin), d'une encre invisible à partir d'un alliage de cobalt et de bismuth. En 1736, un artiste allemand par ailleurs inconnu décrit une encre de cobalt devant l'Académie royale (française) des sciences, et le chimiste français Jean Hellot écrit la même année un article très complet dans le journal de cette même académie,. Des solutions de différents sels du cobalt permettent d'obtenir par chauffage différentes teintes, redevenant invisibles par refroidissement. Ces recettes servent à confectionner divers objets, notamment des pare-feu très en vogue jusqu'au XIXe siècle.
Une véritable « guerre des encres invisibles » a été menée par les États-Unis au cours des deux guerres mondiales (contre l'Allemagne) et pendant la guerre froide (contre l'Union soviétique). Un camp tentait de mettre au point l'encre invisible parfaite, qui n'est révélée que par un unique composé chimique, tandis que l'autre camp (les États-Unis), cherchait le « révélateur universel » capable de développer toutes les encres invisibles. Ce but fut atteint de façon temporaire pendant la Première Guerre mondiale, à la suite de la découverte d'un test à l'iode, capable de détecter, non les effets de l'encre elle-même, mais le relief provoqué par la plume sur le papier. Une contre-mesure fut trouvée plus tard en écrivant le message sur une feuille séparée qui était pressée sur le document final de manière à transférer l'encre sans modifier le relief du papier.
L'emploi des encres invisibles pour des motifs « sérieux » s'est essentiellement terminée avec l'avènement du microfilm, mais la CIA a refusé en 1999 de déclassifier des documents relatifs à ces encres, au nom de la sécurité nationale. Les études continuent d'ailleurs au XXIe siècle, avec par exemple l'emploi de colonies de micro-organismes en 2011 et celui de structures organométalliques en 2017.

## Encres simples apparaissant avec de la chaleur
De nombreux procédés existent. 
- Le vinaigre, donnant une couleur rouge une fois chauffé.
- Le jus de citron, donnant une couleur brun-roux une fois chauffé.
- L'oignon pressé, donnant une couleur jaunâtre une fois chauffé.
- Le jus de cerise, donnant une couleur verte une fois chauffé.
- La plupart des sucs, ou acides provenant de fruits.
- Le lait, donnant une couleur noirâtre une fois chauffé.
- L'encre des effaceurs convient parfaitement et donne une couleur brun-roux comme le citron.
- Le sucre
- Le miel
- Le jus d'orange
- Le jus de pomme
- Le jus de raisin
- Le savon
- Le vin
- L'huile de lin

## Encres apparaissant sous l'effet d'un révélateur
En 2011, la CIA a déclassifié ses plus anciens documents, rédigés en 1917 et 1918, concernant la composition de plusieurs encres invisibles. Parmi celles-ci figure une encre à base d'aspirine ou de pyramidon.
Il existe également des peintures et encres invisibles à l'œil nu, et dont l'effet apparaît par éclairage UV. Des usages classiques sont le marquage d'objets, de billets de banque, ou tout simplement un tampon sur la peau pour pouvoir entrer à nouveau dans un lieu.
Il est également possible d'utiliser l'encre thermosensible d'un stylo effaçable. On écrit le message que l'on efface ensuite soit en utilisant la gomme prévue à cet effet, soit par un rapide passage au four ou à proximité d'un objet chaud. L'encre ne se révélera qu'après avoir subi quelques minutes une température d'environ -10 °C (facilement atteignable par un congélateur).

## Explications
Tout composé chimique a une certaine température de fusion qui lui est propre. Le jus de citron, par exemple, contient de l’acide citrique, dont la température d’inflammation est plus basse que celle du papier : lorsqu’on chauffe du papier et du jus de citron ensemble, le jus brûle avant le papier. La chaleur déclenche une réaction d’oxydation de l’acide citrique, avec l’oxygène ambiant. La couleur du jus varie et devient brunâtre.